# 世界共和国へ
『世界共和国へ』（せかいきょうわこくへ）は、柄谷行人の著書。岩波新書から2006年に刊行された。副題は『資本＝ネーション＝国家を超えて』。岩波新書の1001点目であり、本書から装丁がリニューアルされた。

## 内容

### 社会の四形態
ノーム・チョムスキーの講演を引いて、産業先進国のとりうる形態は四つある（自由主義、福祉国家資本主義、国家社会主義、リバタリアン社会主義）が、1990年以降は、自由主義が他を席巻している状況であるとしている。マルクスの思想は、国家社会主義と見られることが多いが、実はリバタリアン社会主義＝アナーキズム＝アソシエーショニズムであるとしている。

### 資本=国家=ネーションとアソシエーション
経済人類学者カール・ポランニーの用語「市場交換、互酬、再分配」を「資本、ネーション、国家」と言い換え、それをアウフヘーベンするものとしてアソシエーションを提示している。ポランニーの欠点は、再分配が略取に基づき、国家に関するものであることを見なかった点にあるとし、「略取=再分配」と修正している。マルクスの言う「可能なるコミュニズム」も、アソシエーショニズムである、としている。このような理念はプルードンからの影響であるとしている。
また、ネーションは、友愛感情と想像力に関わるものであり、悟性の表象である国家と感性の表象である市民社会=市場経済は、想像力によってのみ綜合されうるとしている。文学行為は、悟性と感性の、想像力による綜合である。
アソシエーショニズムは普遍宗教が開示したものであるとしている。その本質はカントいうところの「自由の互酬性」である。

### 消費者としてのプロレタリアート
産業資本主義の特徴を、消費する労働者＝プロレタリアの自己再生システム（オートポイエーシス）というところに見出し、消費地点による闘争こそが資本への対抗の鍵であるとしている。

### 世界共和国
国家は他の国家に対して存在するという位相によってのみ見出されることを強調して、アソシエーショニズム運動はそのような国家からの「上からの分断」を逃れることはできないので、カントの「世界共和国」という考えが重要になってくるとしている。各国家が世界連合に主権を譲渡する以外に、アソシエーショニズムの実現は不可能であるとしている。

## 貨幣論
マルクスが商品から貨幣を考えたこと（貨幣の商品起源説）への批判を紹介し、再反論を行っている。昔からある批判は、貨幣を国家による約定と考えるものであり、ソ連末期ではルーブルが貨幣としてまったく機能しなくなったことを反証に挙げた。現代的批判は、アメリカがゴールドとの兌換を停止した1971年以後にもドルが世界通貨であり続けている事実を元になされているが、そもそもゴールドの流出を防ぐために兌換を停止したので、いまだにゴールド＝世界貨幣である、と反論している。
すなわち、世界貨幣は商品貨幣でなければならない、ということである。

## 評価・位置づけ
柄谷自身は 大塚英志との対談（新現実・所収）の中で、「この本での試みも文芸批評の延長であり、世界史への批評であるが、目下のところそれは表立って言いたくない」という意味のことを言っている。

## 書誌情報
- 柄谷行人『世界共和国へ――資本＝ネーション＝国家を超えて』岩波書店〈岩波新書 新赤版 1001〉、2006年4月20日[2]。ISBN 4-00-431001-6。

## 関連文献
- 柄谷行人『世界史の構造』岩波書店、2010年6月24日[3]。ISBN 978-4-00-023693-5。